# 군포중학교
군포중학교(軍浦中學校)는 대한민국 경기도 군포시 당동에 있는 공립 중학교이다.

## 학교 연혁
- 1982년 2월 10일 : 군포중학교 설립인가
- 1982년 3월 1일 : 초대 노상술 교장 취임
- 1982년 3월 5일 : 제1회 입학식(10학급 597명)
- 1985년 2월 15일 : 제1회 졸업(남 307명, 여 294명 계 601명)
- 2020년 9월 1일 : 제16대 김미경 교장 취임
- 2021년 1월 8일 : 제37회 졸업식(남 89명, 여 51명 계 140명) 누계 졸업생 15,468명(남 8,136명, 여 7,332명)
- 2021년 3월 2일 : 2021학년도 입학(4학급, 특수1학급, 115명)

## 참고 자료
- 군포중학교 - 한국교육학술정보원 학교알리미